# Debreceni nemzetközi repülőtér
A Debreceni nemzetközi repülőtér (IATA: DEB; ICAO: LHDC) Kelet-Magyarország legfontosabb és egyben legnagyobb forgalmú nemzetközi repülőtere, Magyarország öt nemzetközi repülőterének egyike; a Budapest Liszt Ferenc nemzetközi repülőtér után a második legforgalmasabb. 2001 óta a nemzetközi utazóközönség előtt is nyitott légikikötő. A város központjától 7 km-re, a Nagyállomástól (a debreceni vasúti főpályaudvartól) 5 km-re délre található. Hívójele Debrecen Info a 125,9 MHz-es frekvencián.

## Története

### A kezdetektől a rendszerváltásig
A debreceni repülőtér története a 20. század elejére nyúlik vissza. Az első hivatalos repülőjárat egy postai küldeményeket szállító repülőgép volt 1930-ban. Ettől kezdve a belföldi légiforgalom jelentősnek nevezhető, rendszeres járatok üzemeltek Debrecenből Budapestre és Magyarország nagyobb városaiba. Ezzel egyidőben sportcélokra is használták, majd katonai repülőtérré lett, az alföldi repülőgépes kiképzés fontos csomópontjaként. 1946–1968 között a Ferihegyi repülőtér kitérő repülőtereként fontos szerepet töltött be. 1969-ben leálltak az 1946-ban indult belföldi repülőjáratok.
A második világháború során a magyar bombázó repülőgépek bázisaként üzemelt. A háborút követően magyar, majd 1951-től szovjet repülőcsapatok állomásoztak itt. A szovjetek először Il–28, majd Jak–28, végül Szu–24-es bombázókat állomásoztattak a cívis város repterén, sőt ez utóbbiak 1987 júliusi kivonása után egy MiG–27D gépekkel felszerelt vadászbombázó ezred is települt itt. Ezek mellett később helikopteres alakulat, és egyéb kiszolgálóegységek is voltak itt. A rendszerváltást követően, 1990 májusában a szovjetek végül elhagyták a repülőteret, és visszaadták a magyar államnak. A sportrepülés újbóli beindításával a repülőtér újjáéledt, majd a nemzetközi polgári repülés is újraindulhatott.

### A rendszerváltástól a 2010-es évekig

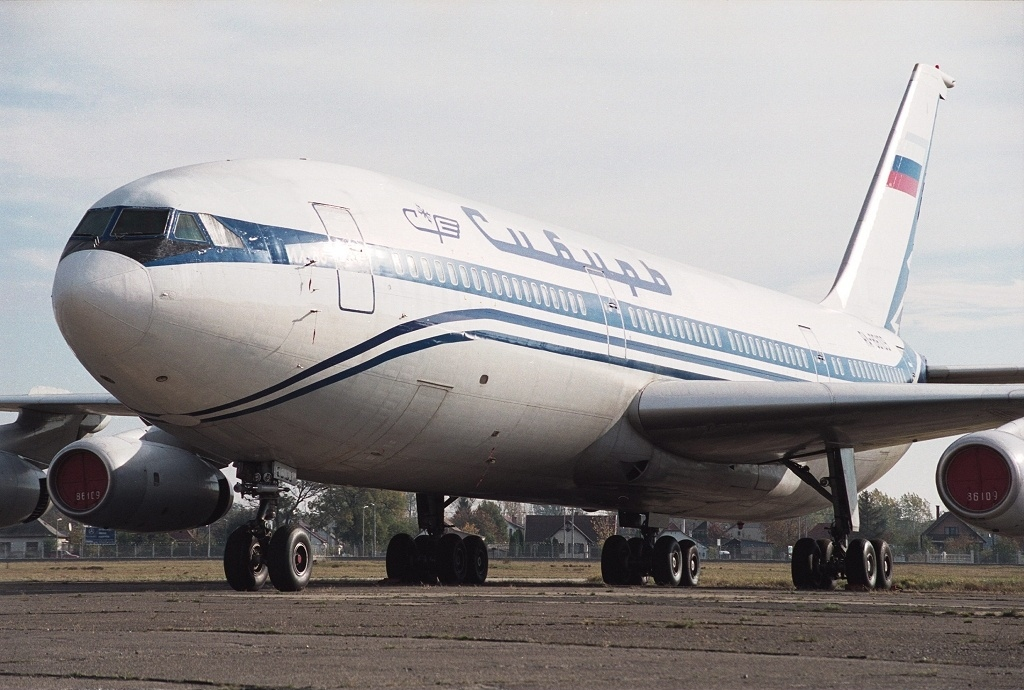
A Siberian Airlines egyik Il–86-osa a debreceni repülőtéren 2002-ben

Debrecen városa felismerte a repülőtérben rejlő gazdasági lehetőségeket, és már 1994-ben megfogalmazta koncepció szintjén, hogy a repülőteret fejleszteni kell. A reptér átfogó fejlesztése 2001-ben indult meg, amikor a Debreceni Vagyonkezelő Vállalat megvásárolta a repülőteret üzemeltető Airport-Debrecen KFT-t, így 2001. május 29-én nyilvános, nem kereskedelmi, a nemzetközi forgalom számára megnyitott légikikötővé válhatott.
A fejlesztési program alapját a bajor ASTA cég és magyar szakemberek közreműködésével készítették el, a fejlesztési tervet az illetékes minisztérium is elfogadta. A fejlesztési program keretében a vidéki repülőterek közül elsőként Debrecenben épült ki az ISO 9001:2001 környezetközpontú-minőségirányítási rendszer, és ezzel 2002. december 29-én nyilvános, kereskedelmi, a nemzetközi forgalom számára megnyitott repülőtérré vált.
Debrecen városa 2007-ig 4,7 milliárd forintot fordított a repülőtér megvásárlására, üzemeltetésére és folyamatos fejlesztésére. Ennek eredményeképpen 2004. április 22-én nemzetközi légi határátkelőhelyet létesítettek és vámúttá nyilvánították, ezzel a repülőtér hatósági szinten egyenrangúvá vált Budapest Liszt Ferenc nemzetközi repülőtérrel.
2006. május elsején az OLT észak-német légitársaság Cívis Air néven újraindította az 1968 őszén megszüntetett Debrecen-Budapest belföldi járatot. Az indulásokat úgy hangolták, hogy elsősorban a MALÉV Budapestről induló járataira tudják ráhordani, illetve onnan hazavinni az utasokat a napi kettő járattal, ám az üzleti modell nem vált be. Az alig 35 perces utakra szóló, ám 25 ezer forintba kerülő jegyekből nagyon kevés fogyott, így kevesebb mint fél év után, október 15-én le is állították a viszonylatot. A „Cívis Air”, amit 2006 őszére terveztek beindítani, mint céget emiatt már meg sem alakult.
2007. augusztus 24-én Debrecen város polgármestere, Kósa Lajos bejelentette a repülőtér értékesítésének szándékát, amit 5,1 milliárd forintért a magántulajdonban levő Xanga Group vásárolt meg
Már ezen évek nyári időszakaiban is számos tengerparti üdülőhely volt elérhető az utazási irodák által rendelt charter járatokkal, amik máig is jelentős részét teszik ki a főszezonbeli forgalomnak.

### 2012-től napjainkig
2012. június 18-tól a Wizz Air heti három alkalommal hétfői, szerdai és pénteki napokon, szeptembertől pedig keddi, csütörtöki és vasárnapi napokon menetrendszerű járatot közlekedtetett a London–Lutoni repülőtérre. Ezen az útvonalon a nagy utasforgalomra való tekintettel 2013 áprilisától heti háromról heti ötre növelték a járatok számát, azóta pedig naponta fordulnak gépek a két reptér között. A Wizz Air 2012. december 15-én elindította járatát a hollandiai Eindhovenbe hetente kétszer, kedden és szombaton, míg a milánói Malpensa repülőtérre december 16-án, szerdánként és vasárnaponként. Az utóbbi járat az alacsony kihasználtság miatt 2013. április 23-tól megszűnt, helyette új járat indult hetente kétszer a németországi Dortmundba, ám a 2013-as téli menetrendből már ez is kikerült.
Korábban a Malév is fontolóra vette menetrendszerű járatok indítását, azonban 2012. február 3-i üzemképtelenné válása miatt a diszkont légitársaságok töltik be ezt a piaci szegmenst is.
2012-ben szóba került, hogy a Wizz Air esetleg bázist nyit a repülőtéren, de ez akkor nem valósult meg, ahogy az ekkoriban szóba került kínai, vagy a konkrétabb (a Lufthansa által üzemeltetett) müncheni járat sem.
A Tatarstan Airlines Boeing 737–400-as típusú, 150 férőhelyes repülőgéppel üzemelő járata 2012-2013-ban kéthetente, eltérő napokon közlekedett a moszkvai Domogyedovói nemzetközi repülőtér és a Debreceni Repülőtér között. Az első gép 2012 augusztus 9-én landolt Debrecenben. A járaton a légitársaság Airbus A319-es gépei is megfordultak menetrendszerűen Debrecenben, mígnem a Tatarstan Airlines 363-as járatának katasztrófája utáni vizsgálatok során feltárt rengeteg szabálytalanság miatt az orosz hatóságok a cég működési engedélyét bevonták.
A Moszkva-Debrecen járatot az UtAir Aviation nevű (szintén orosz) légitársaság vette át. Az Európai Unió és Oroszország között 2014-ben feszülté vált viszony olyan kölcsönös szankciókhoz vezetett, ami miatt a járat 2015-ben felfüggesztésre kényszerült.
2014-2015-ben a repülőtér területén felépült egy szimulátoros légikadét-képző, ahol 2016 elejétől a Wizz Air számára képeznek pilótákat a Debreceni Egyetemmel közreműködésben ( kihelyezett tanszékeként), valamint speciálisan a repülő személyzet számára kutatnak, fejlesztenek és gyártanak gyógyszereket.
2015 áprilisában a Wizz Air bejelentette, hogy 2015 október végétől ismételten közlekedtet járatokat hetente két alkalommal (szerdán és vasárnap) a Milánótól 40 km-re található Bergamo repülőterére.
Egy hónappal később a Wizz Air további bővítést jelentett be, miszerint 2015. december 16-tól egy darab Airbus A320-as gépet állomásoztat a Debreceni reptéren, ami így a 22-ik bázisa lett a cégnek. A repülő érkezésével három új útvonal is indult a Párizs–Beauvais-i, a Brüsszel-Charleroi-i és a Malmői repülőtérre, valamint a london-lutoni járat heti hétről tízre, az eindhoveni pedig heti kettőről háromra sűrűsödött. A reptér menetrend szerinti forgalma ezzel a bővítéssel 2015 legvégén heti kilencről heti huszonegy indulásra és érkezésre nőtt.
2015 decemberében az addigi kényszerű, költséges és időigényes budapesti ingázást kiváltva a Nemzeti Közlekedési Hatóság alá tartozó Légügyi Hivatal a már fennálló és a várható jövőbeni forgalomnövekedésre tekintettel helyi irodát nyitott a repülőtéren (az elsőt a fővároson kívül), így minden szükséges hatósági feladat helyben is elintézhetővé vált.
2016 elejére tervezték befejezni a korábbi logisztikai fejlesztésekhez kapcsolódóan az összesen nyolcezer négyzetméter alapterületű, háromemeletes, új innovációs és inkubációs központ megépítését, amibe az irodák mellett a reptér új utasforgalmi terminálját is kialakították Az új terminál teljes beüzemelését a 2016-os nyári charterszezonra tervezték a régi üzemben tartása mellett, ez azonban 2018-ra csúszott. A két terminállal elviekben akár évi egymillió fős utasforgalmat is képes kezelni a Debreceni Repülőtér.
2017-ben kormánydöntés született a reptéri műszeres leszállító rendszer teljes felújításáról. Az új, ILS II-es kategóriájú rendszert 2018-ban tervezték üzembe helyezni, azonban ez a fejlesztés azóta sem valósult meg.
2020 márciusában, az új típusú humán koronavírus által okozott Covid19 betegség járványos terjedése ellen bevezetett légi közlekedési korlátozások miatt, mind a Wizz Air, mind a Lufthansa ideiglenesen felfüggesztette az összes járatát, amivel átmenetileg megszűnt a menetrend szerinti légi közlekedés a repülőtéren.

## Megközelítés

### Közösségi közlekedés
A Debreceni Közlekedési Vállalat (DKV) „Airport 1” jelzéssel üzemeltet buszjáratot a repülőtér és Debrecen vasútállomás, illetve „Airport2” jelzéssel a reptér és a Doberdó utca között. A menetrend teljes egészében az érkező és induló járatokhoz igazodik, az összeset kiszolgálva, emiatt éjjel is járnak.

### Közút
A reptérre vezető, elnevezés nélküli mellékút kizárólag a Mikepércsi út (a 47-es főút) felől járható autóval. A reptér terminálja előtt fizetős parkoló működik. A városhatáron belül a taxik fix tarifával közlekednek.

### Vasút
A repülőteret nyugati irányból kerüli ki a Debrecen–Nagykereki-vasútvonal, amiről kiágazva 250 méter vasúti pálya megépítésével 2014 legvégén közvetlen kötöttpályás kapcsolat is létesült. Ezen 2015 januárjában indult meg a teherforgalom a GYSEV Cargo szervezésében. Logisztikai beruházás lévén utasforgalom ugyanakkor a közeljövőben nem várható rajta, de a távlati tervek között - 2019 után, amennyiben a forgalom igényli - egy vasúti megállóhely kiépítése is felmerült.

## Légitársaságok és úticélok
2025-ben a Debreceni nemzetközi repülőtérről az alábbi járatok indulnak (Utoljára frissítve: 2025-02-26):
| Légitársaság | Célállomások                                  |
| ------------ | --------------------------------------------- |
| Israir       | Tel Aviv                                      |
| Lufthansa    | München                                       |
| Smartwings   | Szezonális charter: Barcelona, Chania, Tirana |
| Wizz Air     | Burgas, London–Luton Szezonális: Larnaca      |

A legközelebbi nemzetközi repülőtér a román-magyar határ túloldalán található Nagyváradi nemzetközi repülőtér mintegy 1 óra 20 percnyi autóútnyira.

## Utasforgalom
| Helyezés | Város             | Reptér                                                      | Heti indulások száma 2020 (téli-tavaszi menetrend) | Légitársaság(ok)                  |
| -------- | ----------------- | ----------------------------------------------------------- | -------------------------------------------------- | --------------------------------- |
| 1        | London            | London–Lutoni repülőtér (LTN)                               | 10                                                 | Wizz Air                          |
| 2        | München           | Müncheni repülőtér (MUC)                                    | 5                                                  | Lufthansa CityLine / Air Dolomiti |
| 3        | Eindhoven         | Eindhoven repülőtér (EIN)                                   | 3                                                  | Wizz Air                          |
| 4        | Dortmund          | Dortmundi repülőtér (DTM)                                   | 3                                                  | Wizz Air                          |
| 5        | Beauvais          | Párizs-Beauvais repülőtér (BVA)                             | 2                                                  | Wizz Air                          |
| 6        | Tel-Aviv          | Ben-Gurion repülőtér (TLV)                                  | 3                                                  | Wizz Air                          |
| 7        | Barcelona         | Barcelonai repülőtér (BCN)                                  | 2                                                  | Wizz Air                          |
| 8        | Mulhouse          | Bázel–Mulhouse–Freiburg-EuroAirport repülőtér (BSL/MLH/EAP) | 2                                                  | Wizz Air                          |
| 9        | Bergamo           | Bergamo-Orio al Serió-i repülőtér (BGY)                     | 2                                                  | Wizz Air                          |
| 10       | Málta             | Máltai nemzetközi repülőtér (MLA)                           | 2                                                  | Wizz Air                          |
| 11       | Moszkva           | Vnukovói repülőtér (VKO)                                    | 2                                                  | Wizz Air                          |
| 12       | Lárnaka           | Larnaca nemzetközi repülőtér (LCA)                          | 2                                                  | Wizz Air                          |
| 13       | Palma de Mallorca | Palma de Mallorca nemzetközi repülőtér (PMI)                | 1                                                  | Wizz Air                          |

Az utasforgalom az elmúlt években az alábbi módon változott:
| Utasok száma | 14 476 | 36 939 | 42 650 | 24 415 | 47 746 | 172 212 | 318 342 | 601 236 | 75 164 | 306 095 |
|              | 2004   | 2006   | 2008   | 2010   | 2012   | 2015    | 2017    | 2019    | 2021   | 2023    |